# 伊万·埃尔吉奇
伊万·埃尔吉奇（羅馬化：Ivan Ergić，1981年1月21日—），塞尔维亚男子足球运动员，场上位置是中场。他曾代表塞尔维亚和黑山参加2006年国际足联世界杯，结果队伍止步小组赛阶段。